# (10763) Hlawka
(10763) Hlawka est un astéroïde de la ceinture principale.

## Description
(10763) Hlawka est un astéroïde de la ceinture principale. Il fut découvert le 12 octobre 1990 à Tautenburg par Lutz Dieter Schmadel et Freimut Börngen. Il présente une orbite caractérisée par un demi-grand axe de 3,04 UA, une excentricité de 0,11 et une inclinaison de 10,8° par rapport à l'écliptique.

## Compléments